# Kodori
Der Kodori (russisch Кодо́ри, Кодо́р Kodor, abchasisch Кәыдры, georgisch კოდორი) ist ein Fluss in der Autonomen Republik Abchasien im Nordwesten von Georgien.
Der Kodori entsteht am Zusammenfluss von Sakeni (links) und Gwandra (rechts) an der Südwestflanke des Großen Kaukasus. Er durchfließt im Oberlauf das Kodori-Tal, eine enge Felsschlucht, in westlicher Richtung. Der Fluss passiert den Ort Lata und setzt seinen Kurs durch den Rajon Gulripschi in westlicher, später in südwestlicher Richtung fort. 25 km vor seiner Mündung erreicht er die Küstenebene. Schließlich mündet er südlich von Gulripschi ins Schwarze Meer.
Der Kodori hat eine Länge von 80 km. Er entwässert ein Areal von 2030 km². Der Fluss wird über das Jahr hinweg hauptsächlich von Niederschlägen gespeist. Der mittlere Abfluss 25 km oberhalb der Mündung beträgt 123 m³/s. Der Kodori wurde zumindest in der Vergangenheit zum Flößen genutzt.